# Musculus rectus femoris
De musculus rectus femoris is een spier aan de voorzijde van het dijbeen. Hij behoort samen met de musculus vastus medialis, de musculus vastus lateralis en de musculus vastus intermedius tot de musculus quadriceps femoris. Deze vier spieren hebben een gezamenlijke aanhechting (insertie) op de patella, waarna de pees als ligamentum patellae aanhecht op de tuberositas tibiae. De oorsprong (origo) van de spier is tweeledig; we onderscheiden het caput rectum en het caput reflexum. Het caput rectum hecht aan op de spina iliaca anterior inferior (SIAI), terwijl het caput reflexum zijn origo vindt aan de craniale zijde van de acetabulumrand.
De musculus rectus femoris loopt over zowel het heup- als het kniegewricht. Deze spier is daarom een bi-articulaire spier. Bij aanspannen geeft de spier een buiging van de heup en strekking van de knie.
Qua vorm is de musculus rectus femoris een spoelvormige spier (musculus fusiformis). Wordt gekeken naar het vezelverloop dan valt op dat de spier een dubbelgeveerde spier (musculus bipennis) is. De spierbuik is bij aanspannen van buitenaf waarneembaar.